# 안도 노부나리
안도 노부나리(일본어: 安藤信成, 1743년 3월 18일 ~ 1810년 6월 15일)는 일본 에도 시대의 다이묘, 로주이다. 가노번의 3대 번주이자 이와키 다이라 번의 초대 번주이다.
가노 번의 2대 번주 안도 노부타다의 둘째 아들로 태어났다. 아버지 노부타다가 행실이 문란한 것이 원인이 되어 은거 조치를 받자, 호레키 5년(1755년)에 그 뒤를 이어 번주직에 취임했다. 그 후 1년 만에 징벌의 의미로, 가노 번 6만 5천 석 영지에서 이와키 다이라의 5만 석 영지로 삭감 전봉되었다. 이후 덴메이 원년(1781년)에 지샤부교, 덴메이 4년에 와카도시요리를 거쳐, 간세이 5년(1793년)에 로주직에 취임했다. 재임중의 공적을 인정받아 과거 몰수되었던 미노노쿠니의 영지 중 1만 7천 석을 추가받았다. 이와키 다이라 번에서는 번교인 시정당(施政堂)을 건립하여 한학, 사서오경, 소학, 통감, 서예 등을 비롯, 병법과 양학도 교육하였다. 분카 7년 음력 5월 14일에 사망하였는데, 장남 노부아쓰는 폐적되었으므로, 둘째 아들 시게키요가 가문을 계승하였다.
| 전임 안도 노부타다 | 제3대 가노번 번주 (안도가) 1755년 ~ 1756년 | 후임 나가이 나오노부 |

| 전임 이노우에 마사쓰네 | 제1대 이와키 다이라 번 번주 (안도가) 1756년 ~ 1810년 | 후임 안도 시게키요 |